# Kokoschnik (Architektur)

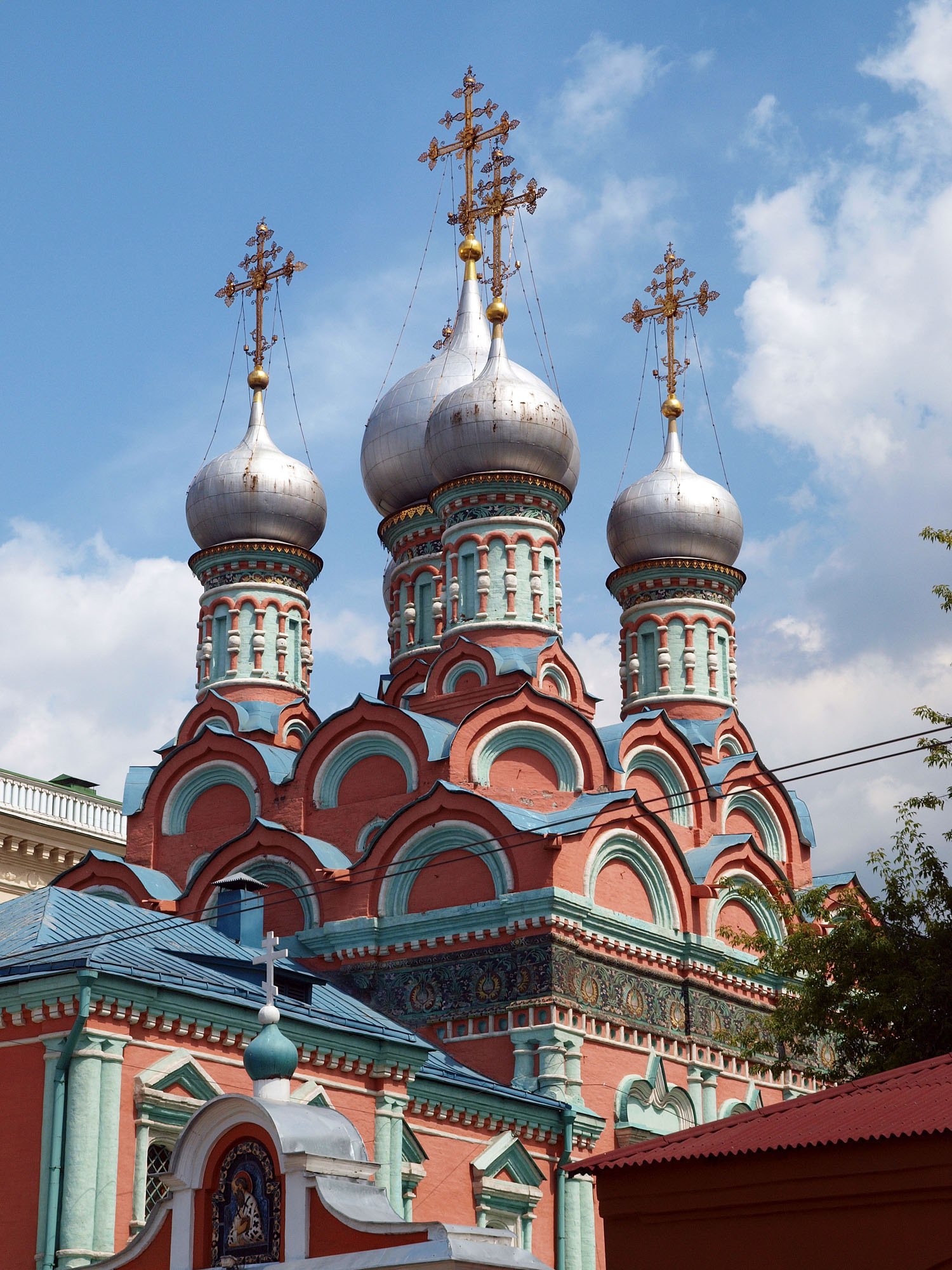
Kokoschniki an der Gregorkirche in Debrizy, Moskau (1668–79)

Ein Kokóschnik (russisch Кокошник; Plural Kokoschniki) ist ein vor allem im Kirchenbau häufig verwendeter Fassadenschmuck der russischen Architektur in Form eines halbkreis-, dreiecks-, kielbogen- oder passförmigen Ziergiebels. Die Bezeichnung leitet sich von der gleichnamigen, vergleichbar geformten Kopfbedeckung der russischen Frauentracht her. Der Kokoschnik ist eine Abwandlung der Sakomara, hat im Gegensatz zu dieser allerdings rein dekorative bzw. gliedernde Funktion und wird häufig stufenartig angeordnet.

## Geschichte
Kokoschniki treten erstmals an der 1379–82 erbauten alten Mariä-Entschlafens-Kathedrale in Kolomna auf und werden in der Folgezeit zu einem charakteristischen Architekturornament der moskowitischen Baukunst. Weitere frühe Beispiele für ihre Verwendung sind die Mariä-Entschlafens-Kirche im Städtchen in Swenigorod (um 1400) sowie das Katholikon des Therapontos-Klosters in Ferapontowo (1490).
Besonders reiche Anwendung finden Kokoschniki an den Zeltdachkirchen des 16. und 17. Jahrhunderts, wo sie in pyramidenförmiger Anordnung den harmonischen vertikalen Übergang zwischen den Bauteilen herstellen, so z. B. an der Johanneskirche in Djakowo  (heute zu Moskau, 1553/54), der Basilius-Kathedrale (1555–61) oder der Christi-Verklärungskirche in Ostrow bei Moskau (1646). Ab der zweiten Hälfte des 17. Jahrhunderts werden die Kokoschniki immer häufiger auf Glockentürme und Krylza übertragen und mit reichen Profilen, Ornamentreliefs und Majoliken in den Lünetten ausgestattet. Prägnante Moskauer Beispiele hierfür sind die Mariä-Geburtskirche in Putinki (1652 vollendet) und die Dreifaltigkeitskirche in Ostankino (1677–83, Pawel Sidorowitsch Potechin zugeschrieben).
Mit Beginn des 18. Jahrhunderts kommt der Kokoschnik als Bauornament zunehmend außer Gebrauch und taucht erst in der historistischen Architektur der zweiten Hälfte des 19. Jahrhunderts – nun auch außerhalb der historischen Grenzen des Großfürstentums Moskau – wieder auf.

## Einzelnachweis
1. ↑  N. N. Woronin, P. N. Maksimow: Die Kunst des großfürstlichen Moskaus. In: Akademie der Wissenschaften der UdSSR, Institut für Kunstgeschichte (Hrsg.): Geschichte der russischen Kunst. Band III. Verlag der Kunst, Dresden 1959, S. 37 (russisch: История русского искусства, том III. Übersetzt von Kurt Küppers).